# 山口省一
山口 省一（やまぐち しょういち）は、日本の建築家。神奈川県出身。日本建築家協会関東・甲信越支部所属。

## 略歴
- 1964年　日本大学理工学部建築学科卒業
- 1964年～1970年　株式会社大矢根建築設計事務所所属
- 1971年～1976年　有限会社川井山口建築設計事務所取締役
- 1976年～　　　　株式会社山口設計工房代表取締役

## 代表作品
- 峨ヶ温泉旅館（宮城県柴田郡川崎町, 1991年）
- 湘南台駅東口ビル（神奈川県藤沢市, 1992年）
- 株式会社ユニシス埼玉工場（埼玉県越谷市, 2004年）
- 弥勒寺の家（神奈川県藤沢市弥勒寺, 2005年）
- 茅ヶ崎の家（神奈川県茅ヶ崎市常盤町, 2006年）
- 蔵戸の家（埼玉県久喜市, 2007年）